# سیارک ۷۴۵۲
سیارک ۷۴۵۲ (به انگلیسی: 7452 Izabelyuria، نامگذاری:1978QU2) هفت هزار و چهارصد و پنجاه و دومین سیارک کشف شده‌است که در ۳۱ اوت ۱۹۷۸ کشف شد.
قدر مطلق سیارک برابر ۱۳٫۱۰ است.